# La Manga Club
La Manga Club er et stort spansk ferie- og sportscenter beliggende øst for byen Cartagena, og syd for halvøen La Manga i regionen Murcia.
Hele området dækker et areal på 560 hektar, og på La Manga Club findes blandt andet ét fem-stjernet hotel, ét fire-stjernet lejlighedshotel, tre golfbaner, 28 tennisbaner, otte FIFA-godkendte fodboldbaner, deriblandt La Manga Stadium med plads til 800 tilskuere, samt 2.000 m² wellness-center.
En afdeling af golfturneringen Ladies European Tour, og fodboldturneringen La Manga Cup bliver spillet her. Mange fodboldklubber fra blandt andet Premier League, Superligaen og andre nordeuropæiske ligaer benytter ofte La Manga Club til træningslejre, ligesom nationale fodboldforbund også benytter faciliteterne til deres landshold.